# Pontevedra, Capiz
Pontevedra là một đô thị hạng 3 ở tỉnh Capiz, Philippines. Theo điều tra dân số năm 2000 của Philipin, đô thị này có dân số 40.103 người trong 7.673 hộ.

## Các đơn vị hành chính
Pontevedra được chia thành 26 barangay.
| - Agbanog - Agdalipe - Ameligan - Bailan - Banate - Bantigue - Binuntucan - Cabugao - Gabuc (Caugiat) - Guba - Hipona - Intungcan - Jolongajog | - Lantangan - Linampongan - Malag-it - Manapao - Ilawod (Pob.) - Ilaya (Pob.) - Rizal - San Pedro - Solo - Sublangon - Tabuc - Tacas - Yatingan |